# 于春水
于春水（1970年8月—），男，汉族，天津人，中华人民共和国政治人物。现任天津医科大学副校长，教授，主任医师，博士生导师，农工党天津市委副主委。第十四届全国政协委员。